# 聖瑪麗山大學

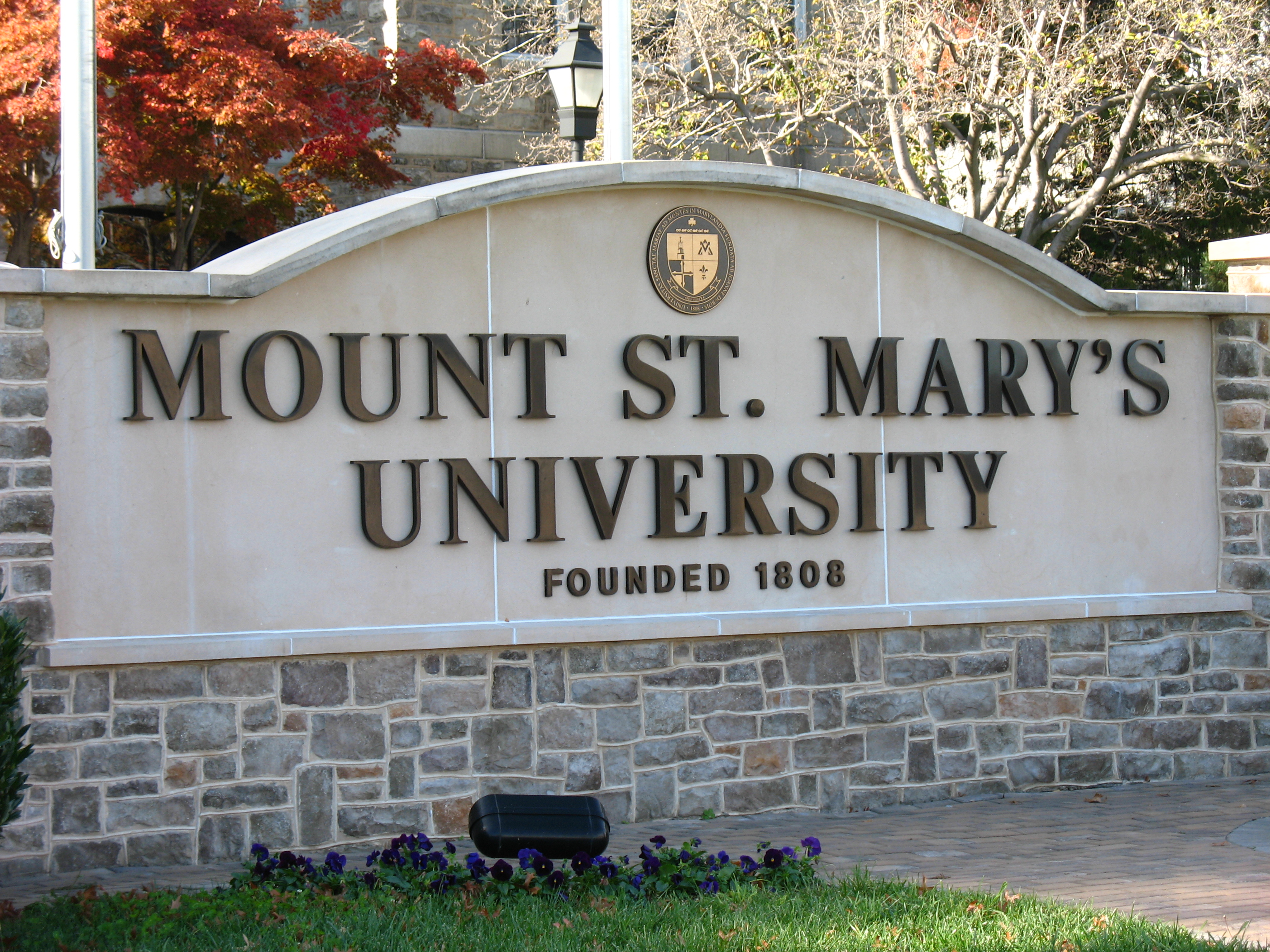
大學校門

聖瑪莉大學（Mount Saint Mary's University）是位於美國马里兰州的一所天主教文理學院。

## 历史
1808年由一位法国移民成立，最初是一所教堂，是美国面积第二大的天主教大学。2015年《美國新聞與世界報道》 “北部地區大學”排名中排在第19位。

## 外部連結
- Mount Saint Mary's University official website （页面存档备份，存于）
- Mount Saint Mary's University alumnae community
- Independent California Colleges and Universities profile （页面存档备份，存于）
- Catholic No More （页面存档备份，存于）
- What "Religious Educators" REALLY Learn in L.A. （页面存档备份，存于）